# Тилльман, Малик
Малик Леон Тилльман (нем. и англ. Malik Leon Tillman; род. 28 мая 2002, Нюрнберг, Средняя Франкония, Бавария) — американский и немецкий футболист, полузащитник клуба «Байер 04» и сборной США.

## Клубная карьера
Тилльман — воспитанник клуба «Гройтер Фюрт» и «Бавария». 25 августа 2021 года в поединке Кубка Германии «Бремера» он дебютировал за основной состав последних. В этом же поединке Малик забил свой первый гол за «Баварию». 14 декабря в матче против «Штутгарта» он дебютировал в Бундеслиге.
15 июля 2022 года на правах аренды на сезон с правом выкупа присоединился к клубу «Рейнджерс». Через две недели, 30 июля, дебютировал в шотландском Премьершипе, выйдя на замену во втором тайме в игре против «Ливингстона».
10 августа 2023 года перешёл на правах аренды в нидерландский ПСВ.

## Карьера в сборной
В 2019 году в составе юношеской сборной Германии Тилльман принял участие в юношеском чемпионате Европы в Ирландии. На турнире он сыграл в матчах против команд Италии и Испании.
Отец Малика — американец. 31 мая 2022 года он получил от ФИФА официальное разрешение представлять сборную США. За звёздно-полосатую дружину он дебютировал на следующий день в товарищеском матче со сборной Марокко, выйдя на замену во втором тайме вместо Кристиана Пулишича.

## Достижения
«Бавария»
- Чемпион Германии: 2021/22
- Обладатель Суперкубка Германии: 2020
- Обладатель Суперкубка УЕФА: 2020

ПСВ
- Чемпион Нидерландов: 2023/24, 2024/25